# Ligne 505 Dundas du tramway de Toronto
 (août 2022).
Si vous disposez d'ouvrages ou d'articles de référence ou si vous connaissez des sites web de qualité traitant du thème abordé ici, merci de compléter l'article en donnant les références utiles à sa vérifiabilité et en les liant à la section « Notes et références ».
La ligne 505 Dundas est une des lignes de tramway de la ville de Toronto, dans la province d'Ontario, au Canada. Elle est exploitée par la Toronto Transit Commission, l'opérateur public chargé d'assurer la gestion des transports en commun de la ville et de son agglomération. 
Son trajet de 10,73 kilomètres, en forme d'un U large, desserve principalement la rue Dundas Street, et à l'extrémité est, Broadview Avenue. C'est similaire à celui de la ligne 504 King, puisque les deux lignes ont les mêmes terminus, alors que la ligne 504 depart de Dundas Street pour desservir les rues Roncesvalles Avenue et King Street.